# Stazione di Fossato di Vico-Gubbio
La stazione di Fossato di Vico-Gubbio è una stazione ferroviaria posta sulla linea Roma-Ancona. Serve i centri abitati di Fossato di Vico e di Gubbio.

## Storia
Fino al 1951 era denominata semplicemente "Fossato".
Dal 1886 al 1945 fu stazione d'interscambio per la ferrovia Arezzo-Fossato di Vico.

## Movimento
La stazione è servita da collegamenti a lunga percorrenza di categoria InterCity operati da Trenitalia, nonché dai servizi regionali svolti da Trenitalia nell'ambito del contratto di servizio stipulato con le regioni Umbria e Marche.